# Оноприевка
Онопри́евка (укр. Онопріївка) — село в Тальновском районе Черкасской области Украины.
Население по переписи 2001 года составляло 937 человек. Почтовый индекс — 20412. Телефонный код — 4731.

## История
В XIX веке село Онуфриевка было в составе Шаулихской волости Уманского уезда Киевской губернии.

## Известные уроженцы
- Ковганюк, Степан Петрович (1902—1982) — украинский советский писатель, переводчик.

## Местный совет
20412, Черкасская обл., Тальновский р-н, с. Оноприевка, ул. Ленина, 6